# Палм-Гарбор (Флорида)
Палм-Гарбор (англ. Palm Harbor) — переписна місцевість (CDP) в США, в окрузі Пінеллас штату Флорида. Населення — 61 366 осіб (2020).

## Географія
Палм-Гарбор розташований за координатами 28°5′5″ пн. ш. 82°45′27″ зх. д. / 28.08472° пн. ш. 82.75750° зх. д. (28.084743, -82.757546).  За даними Бюро перепису населення США в 2010 році переписна місцевість мала площу 68,91 км², з яких 45,02 км² — суходіл та 23,89 км² — водойми.

## Демографія
Згідно з переписом 2010 року, у переписній місцевості мешкало 57 439 осіб у 26 176 домогосподарствах у складі 16 100 родин. Густота населення становила 834 особи/км².  Було 30339 помешкань (440/км²).
Расовий склад населення:
| - 93,5 % — білих - 2,0 % — чорних або афроамериканців - 1,6 % — азіатів - 0,2 % — корінних американців |

До двох чи більше рас належало 1,8 %. Частка іспаномовних становила 5,9 % від усіх жителів.
За віковим діапазоном населення розподілялося таким чином: 17,4 % — особи молодші 18 років, 59,4 % — особи у віці 18—64 років, 23,2 % — особи у віці 65 років та старші. Медіана віку мешканця становила 48,6 року. На 100 осіб жіночої статі у переписній місцевості припадало 88,8 чоловіків;  на 100 жінок у віці від 18 років та старших — 86,0 чоловіків також старших 18 років.
Середній дохід на одне домашнє господарство  становив 71 473 долари США (медіана — 53 281), а середній дохід на одну сім'ю — 89 089 доларів (медіана — 71 753). Медіана доходів становила 52 506 доларів для чоловіків та 42 300 доларів для жінок. За межею бідності перебувало 8,4 % осіб, у тому числі 8,9 % дітей у віці до 18 років та 7,9 % осіб у віці 65 років та старших.
Цивільне працевлаштоване населення становило 27 664 особи. Основні галузі зайнятості: освіта, охорона здоров'я та соціальна допомога — 24,5 %, науковці, спеціалісти, менеджери — 15,2 %, роздрібна торгівля — 12,9 %.